# Carl Rutger von Braunjohan
Carl Rutger von Braunjohan, född 1680 i Tyska Christinae församling, Göteborg, död 3 juli 1759 i Irsta församling, var en svensk kammarherre.

## Biografi
Carl Rutger von Braunjohan föddes 1680 i Tyska Christinae församling, Göteborg. Han var son till inspektoren Conrad von Braunjohan och Sara Carlberg. von Braunjohan hade tjänst som hovjunkare och blev 8 mars 1720 kammarherre. Han avled 1759 på Kusta i Irsta församling.

### Egendom
von Braunjohan ägde gården Kusta i Irsta socken.

### Familj
von Braunjohan gifte sig första gången 24 november 1715 med Margareta Helena Wennerstedt (1685–1724), dotter av generallöjtnanten Anders Wennerstedt och Christina Rosenberg. De fick tillsammans barnen Sara Catharina von Braunjohan (1716–1717), Anders Conrad von Braunjohan (1718–1718) och Fredrika Ulrika Eleonora von Braunjohan (1722–1809) som var gift med generalmajoren Carl Hierta.
von Braunjohan gifte sig andra gången 8 april 1725 på Sörby säteri i Örtomta socken med friherrinnan Anna Margareta Cederhielm (1687–1729), dotter av presidenten Germund Cederhielm i Göta hovrätt och Anna Margareta Nyman. Cederhielm var änka efter assessorn Johan Lillienadler. von Braunjohan och Cederhielm fick tillsammans barnen översten Germund Carl von Braunjohan (1726–1805) vid Jönköpings regemente och Brita Maria von Braunjohan (1729–1729).
von Braunjohan gifte sig tredje gången 22 augusti 1731 med Hedvig Sofia Westerling (1705–1778), dotter av överinspektoren Mårten Westerling och Beata Elisabet Stam. De fick tillsammans barnen Hedvig Elisabet von Braunjohan (1732–1737), Otto Vilhelm von Braunjohan (1735–1735), Beata Sofia von Braunjohan (1736–1776) som var gift med brukspatronen Jakob Fredrik Petre och Susanna Vilhelmina von Braunjohan (1738–1743).